# Sadowice (powiat strzeliński)
Sadowice – wieś w Polsce położona w województwie dolnośląskim, w powiecie strzelińskim, w gminie Kondratowice.
Do 2023 r. miejscowość była przysiółkiem wsi Lipowa.
W latach 1975–1998 miejscowość administracyjnie należała do województwa wrocławskiego.
Inne miejscowości o nazwie Sadowice: Sadowice